# Аврам Остатак
Аврам Остатак (право име Драгиша Радовић; Горња Лесковица код Ваљева, 6. новембар 1934 – Ниш, 29. јун 2004) српски је  песник..
Детињство провео у родном месту Горњој Лесковици код Ваљева, где је завршио и основну школу. Средњу школу учио је у Ваљеву, у Београду студирао историју. Радио кратко у Ваљеву и Горњем Милановцу, док се није запослио као библиотекар у Народној библиотеци „Стеван Сремац“ у Нишу. Десетак година држао је и антикваријат Народне библиотеке. Све своје песме објавио је под псеудонимом Аврам Остатак.

## Збирке песама
- Очи су много за овај свет, Ниш, 1963,
- Време челика без сна, Ниш, 1964,
- На престолу младости, Ниш, 1965,
- Пораз стида, Ниш, 1968,
- Гнев према звездама, Градина, Ниш, 1972,